# Politisk ledelse
Politisk ledelse er bl.a. den valgte ledelse af en stat eller en organisation. I ”Håndbog for statsministre,” (Susanne Hegelund og Peter Mose, Gyldendal, 2006 og 2007) lanceres fire afgørende dyder for toppolitikeren i politisk ledelse. Denne skal:
- 1) Have en vision – et projekt for, hvor han eller hun vil bringe samfundet hen.
- 2) Kunne kommunikere visionen og skabe overbevisende forestillinger om en bedre fremtid for Danmark.
- 3) Vise store evner til at samarbejde, skabe tillid og være vellidt og respekteret hos samarbejdspartnerne.
- 4) Kunne skabe resultater ved at være en god forhandler, der kan fremme egne synspunkter men også give modparten en oplevelse af at få indrømmelser.

De to forfattere peger også på en femte - overset - dyd i forhold til politisk ledelse, nemlig viljen og evnen til at udvikle sit personlige lederskab gennem  refleksion og sparring.
| Politik | Spire Denne artikel om politik og ideologi er en spire som bør udbygges. Du er velkommen til at hjælpe Wikipedia ved at udvide den. |